# Geltenhütte
Die Geltenhütte ist eine Berghütte des Schweizer Alpen-Clubs (SAC) im Eigentum der SAC Sektion Oldenhornam am Fusse des Wildhorns und im Naturschutzgebiet Gelten – Iffigen. Benannt ist die Hütte nach dem Geltental. Diese wird mit der Geltenalp benutzt. Im Gebiet weiden Yaks und Simmentaler Kühe.

## Hütte
Die komfortable Hütte befindet sich auf einer Höhe von 2002 m. Sie verfügt über 84 Schlafplätze in 4 bis 10 Schlafplätzen pro Zimmer. Sie ist Ausgangspunkt für zahlreiche Wanderungen und Bergtouren.
Die Unterkunft wurde 1926 erbaut, 1940 von einer Lawine teilweise zerstört, 1969 an einer anderen Stelle neu aufgebaut und 2014 erweitert. Im Jahr 1998 wurde ein Kleinwasserkraftwerk erstellt. Seither kann sich die Hütte zu ca. 90 % selbst mit Energie versorgen.

## Zugang
Die Hütte ist im Sommer vom Lauenensee in 2 Stunden erreichbar. 
Im Winter lassen sich die Tourengänger bequem mit der Gondelbahn vom Col du Pillon auf den Glacier 3000 gondeln um danach über den Arpelistock in die Hütte zu gelangen. Viele Tourengänger gehen am nächsten Tag weiter Richtung Wildhorn-Wildhornhütte. Es gibt aber noch mehr Touren im Gebiet zu entdecken. 